# Lista degli agopunti

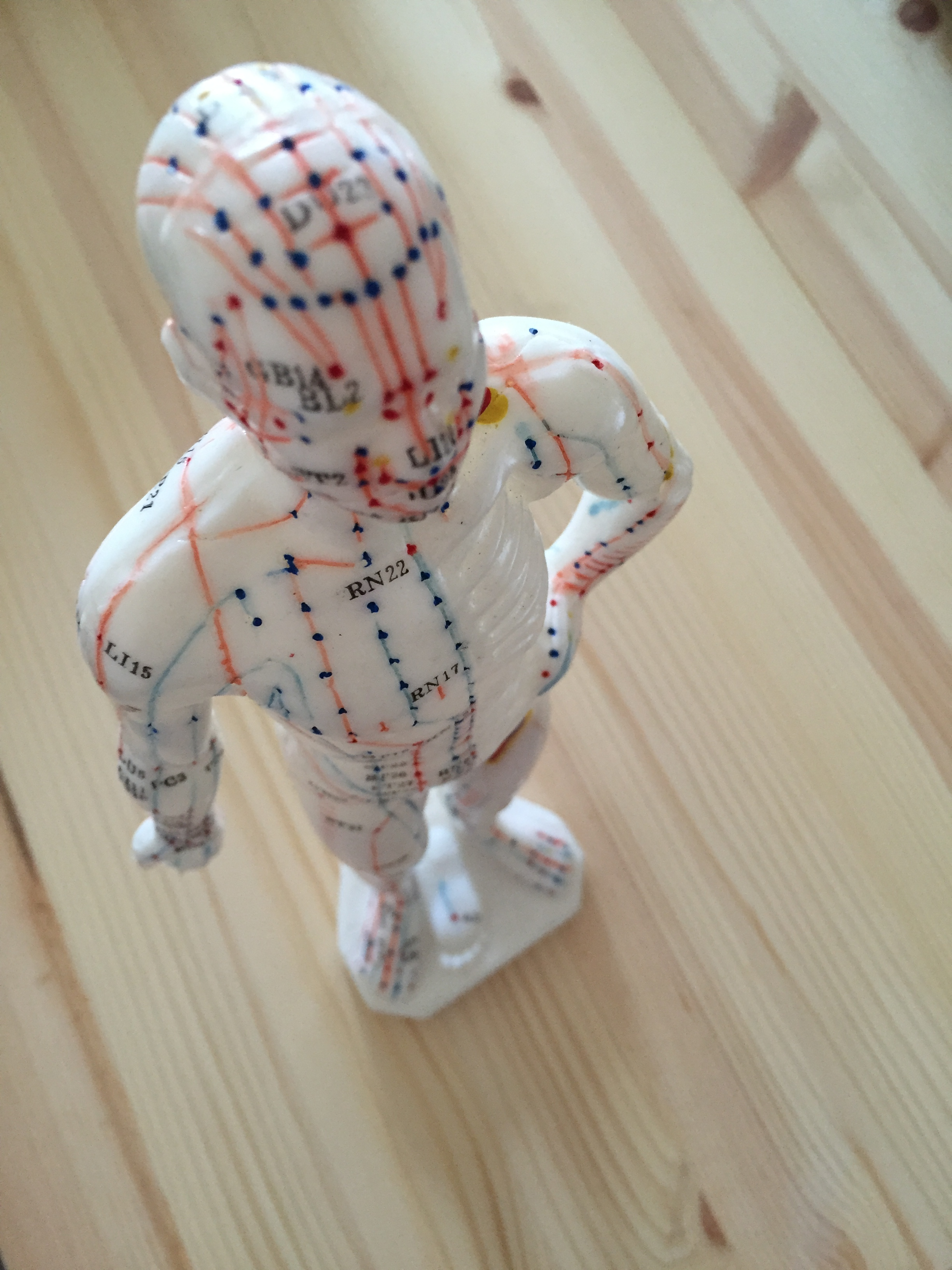
Punti dell'agopuntura situati sui meridiani.

Questa pagina fornisce una lista globale dei punti di pressione e del loro collocamento sul corpo utilizzati in agopuntura, agopressione, digitopressione e altri metodi di cura basati sulla medicina tradizionale cinese.

## Localizzazione e basi

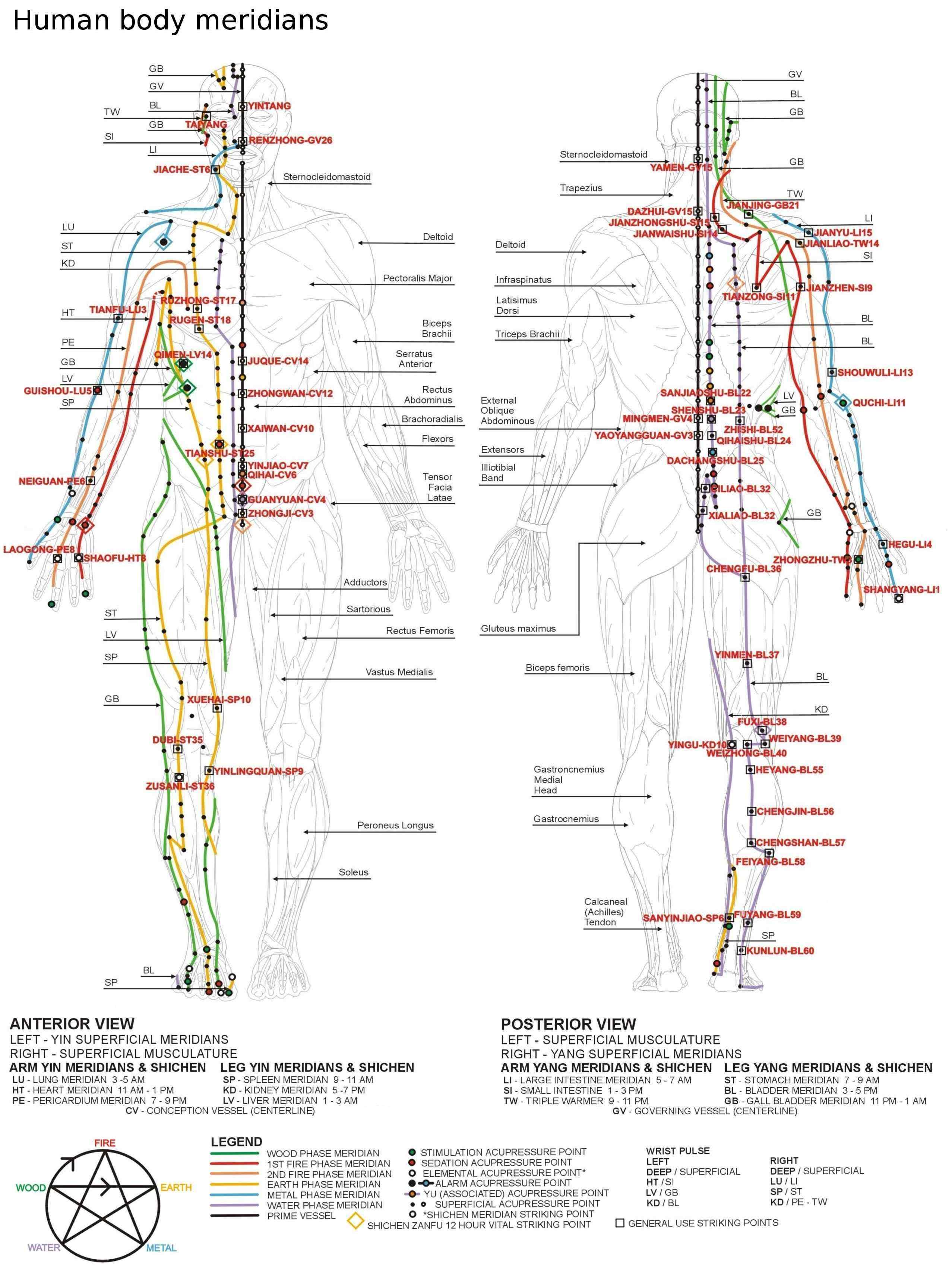
Il sistema dei meridiani principali con la collocazione dei punti di agopuntura.

Sono stati descritti più di quattrocento agopunti, e la maggioranza è situata su uno dei meridiani principali, canali che scorrono nel corpo e che, secondo la medicina tradizionale cinese, trasportano l'energia vitale (qi, 氣). La medicina tradizionale cinese riconosce trenta meridiani di natura cutanea o sottocutanea, con sotto-meridiani che si ramificano nei tessuti circostanti. Dodici di questi meridiani, noti come "meridiani principali", sono bilaterali e associati agli organi interni. Gli altri otto, i "meridiani straordinari", sono anch'essi bilaterali a parte tre, di cui uno che circonda il corpo all'altezza della vita e due che corrono lungo la linea mediana del corpo. Solo questi ultimi due che percorrono la linea mediana hanno dei punti loro esclusivi, mentre gli altri sei meridiani straordinari comprendono punti appartenenti ai dodici meridiani principali.
Ci sono anche dei punti non collocati sui meridiani, ma in una zona esterna chiamata jingluo (經絡), e che vengono definiti "punti fuori meridiano".
Nonostante siano state avanzate molte proposte, le basi anatomiche e fisiologiche degli agopunti e dei meridiani rimangono sfuggenti. Alcune ipotesi includono la segnalazione neurale, con possibile coinvolgimento di peptidi oppioidi, glutammato e adenosina, e la corrispondenza con parti sensibili nel sistema nervoso centrale; altre indicano la segnalazione meccanica, con il coinvolgimento del tessuto connettivo, e l'attivazione meccanica dell'onda del canale di ioni di calcio alla secrezione di beta-endorfina. Nella pratica, gli agopunti sono individuati da una combinazione dei punti di riferimento anatomici, della palpazione e del feedback del paziente.

## Nomenclatura
I praticanti dei paesi dell'Asia orientale di norma si riferiscono agli agopunti usando i nomi tradizionali, che possono anche essere numerosi per lo stesso punto. Quando l'agopuntura fu adottata nel mondo occidentale, fu sviluppata una nomenclatura standard per identificarli senza ambiguità, e questo modello fu ampiamente accettato e adottato nei libri di testo.
L'Organizzazione mondiale della sanità pubblicò A Proposed Standard International Acupuncture Nomenclature Report nel 1991, elencando 361 agopunti classici organizzati in basi ai quattordici meridiani, agli otto meridiani straordinari, ai 48 punti fuori meridiano e agli agopunti del cuoio capelluto, e pubblicò Standard Acupuncture Nomenclature nel 1993, concentrato sui 361 punti. Ogni punto è identificato dalla sigla del meridiano sul quale è collocato e dal suo numero nella sequenza di punti dello specifico meridiano.

## Meridiani principali
1. Meridiano del polmone (P[6] o LU)
2. Meridiano dell'intestino crasso (IC o LI)
3. Meridiano dello stomaco (S o ST)
4. Meridiano della milza-pancreas (M o P o SP)
5. Meridiano del cuore (C o HT)
6. Meridiano dell'intestino tenue (IT o SI)
7. Meridiano della vescica (V o BL)
8. Meridiano del rene (R o KI)
9. Meridiano del pericardio (o mastro del cuore) (MC o PC)
10. Meridiano del triplice riscaldatore (TR o TE)
11. Meridiano della cistifellea (VB o GB)
12. Meridiano del fegato (F o LV)

### Meridiano del polmone
| Punto    | Nome             | Coreano          | Italiano                                  |
| -------- | ---------------- | ---------------- | ----------------------------------------- |
| P1/LU1   | Zhōngfǔ (中府)   | Jungbu (중부)    | Residenza centrale                        |
| P2/LU2   | Yúnmén (雲門)    | Unmun (운문)     | Porta delle nuvole                        |
| P3/LU3   | Tiānfǔ (天府)    | Cheonbu (천부)   | Palazzo celeste                           |
| P4/LU4   | Xiábái (俠白)    | Hyeopbaek (협백) | A lato del bianco del braccio             |
| P5/LU5   | Chǐzé (尺澤)     | Cheoktaek (척택) | Palude del piede (Palude alta un braccio) |
| P6/LU6   | Kǒngzuì (孔最)   | Gongchoe (공최)  | Buco profondo                             |
| P7/LU7   | Lièquē (列缺)    | Yeolgyeol (열결) | Sequenza spezzata                         |
| P8/LU8   | Jīngqú (經渠)    | Gyeonggeo (경거) | Canale del meridiano (Rete di canali)     |
| P9/LU9   | Tàiyuān (太淵)   | Taeyeon (태연)   | Abisso supremo                            |
| P10/LU10 | Yújì (魚際)      | Eoje (어제)      | Regione del pesce (Dorso del pesce)       |
| P11/LU11 | Shàoshāng (少商) | Sosang (소상)    | Giovane mercante                          |

### Meridiano dell'intestino crasso
| Punto     | Nome               | Coreano              | Italiano                            |
| --------- | ------------------ | -------------------- | ----------------------------------- |
| IC1/LI1   | Shāngyáng (商陽)   | Sangyang (상양)      | Mercante dello Yang                 |
| IC2/LI2   | Èrjiān (二間)      | Igan (이간)          | Secondo intervallo                  |
| IC3/LI3   | Sānjiān (三間)     | Samgan (삼간)        | Terzo intervallo                    |
| IC4/LI4   | Hégǔ (合谷)        | Hapgok (합곡)        | Fondo della valle                   |
| IC5/LI5   | Yángxī (陽谿)      | Yanggye (양계)       | Ruscello yang (Flusso dello Yang)   |
| IC6/LI6   | Piānlì (偏歴)      | Pyeollyeok (편력)    | Passaggio inclinato                 |
| IC7/LI7   | Wēnliū (溫溜)      | Ollyu (온류)         | Flusso caldo                        |
| IC8/LI8   | Xiàlián (下廉)     | Haryeom (하렴)       | Regione inferiore del braccio       |
| IC9/LI9   | Shànglián (上廉)   | Sangnyeom (상렴)     | Regione superiore del braccio       |
| IC10/LI10 | Shǒusānlǐ (手三里) | [Su]samni ([수]삼리) | Tre distanze (del braccio)          |
| IC11/LI11 | Qūchí (曲池)       | Gokji (곡지)         | Stagno curvato                      |
| IC12/LI12 | Zhǒuliáo (肘髎)    | Juryo (주료)         | Osso del gomito (Forame del gomito) |
| IC13/LI13 | Shǒuwǔlǐ (手五里)  | [Su]ori ([수]오리)   | Cinque distanze (della mano)        |
| IC14/LI14 | Bìnào (臂臑)       | Bino (비노)          | Braccio e scapola                   |
| IC15/LI15 | Jiānyú (肩髃)      | Gyeonu (견우)        | Angolo della spalla                 |
| IC16/LI16 | Jùgǔ (巨骨)        | Geogol (거골)        | Grande osso                         |
| IC17/LI17 | Tiāndǐng (天鼎)    | Cheonjeong (천정)    | Vaso celeste                        |
| IC18/LI18 | Fútū (扶突)        | Budol (부돌)         | Supporto della prominenza           |
| IC19/LI19 | Kǒuhéliáo (口禾髎) | Hwaryo (화료)        | Osso del riso (Forame dei cereali)  |
| IC20/LI20 | Yíngxiāng (迎香)   | Yeonghyang (영향)    | Accoglienza dei profumi             |

### Meridiano dello stomaco
| Punto    | Nome               | Coreano               | Italiano                                                      |
| -------- | ------------------ | --------------------- | ------------------------------------------------------------- |
| S1/ST1   | Chéngqì (承泣)     | Seungeup (승읍)       | Vaso delle lacrime                                            |
| S2/ST2   | Sìbái (四白)       | Sabaek (사백)         | Quattro bianchi (Quattro vuoti)                               |
| S3/ST3   | Jùliáo (巨髎)      | Georyo (거료)         | Grande forame della testa                                     |
| S4/ST4   | Dìcāng (地倉)      | Jichang (지창)        | Granaio della terra                                           |
| S5/ST5   | Dàyíng (大迎)      | Daeyeong (대영)       | Grande accoglienza                                            |
| S6/ST6   | Jiáchē (頰車)      | Hyeopgeo (협거)       | Giuntura mandibolare (Regione della guancia)                  |
| S7/ST7   | Xiàguān (下關)     | Hagwan (하관)         | Cancello inferiore                                            |
| S8/ST8   | Tóuwéi (頭維)      | Duyu (두유)           | Sostegno della testa                                          |
| S9/ST9   | Rényíng (人迎)     | Inyeong (인영)        | Accoglienza umana                                             |
| S10/ST10 | Shǔitū (水突)      | Sudol (수돌)          | Passaggio dell'acqua                                          |
| S11/ST11 | Qìshè (氣舍)       | Gisa (기사)           | Alloggio dell'energia                                         |
| S12/ST12 | Quēpén (缺盆)      | Gyeolbun (결분)       | Bacino vuoto                                                  |
| S13/ST13 | Qìhù (氣戶)        | Giho (기호)           | Entrata dell'energia                                          |
| S14/ST14 | Kùfáng (庫房)      | Gobang (고방)         | Camera del tesoro (Stanza del magazzino)                      |
| S15/ST15 | Wūyì (屋翳)        | Ogye (옥예)           | Stanza nascosta                                               |
| S16/ST16 | Yìngchuāng (膺窗)  | Eungchang (응창)      | Finestra del petto                                            |
| S17/ST17 | Rǔzhōng (乳中)     | Yujung (유중)         | Mezzo del capezzolo                                           |
| S18/ST18 | Rǔgēn (乳根)       | Yugeun (유근)         | Radice della mammella                                         |
| S19/ST19 | Bùróng (不容)      | Buryong (불용)        | Incapacità a contenere                                        |
| S20/ST20 | Chéngmǎn (承满)    | Seungman (승만)       | Contenere il pieno                                            |
| S21/ST21 | Liángmén (梁門)    | Yangmun (양문)        | Porta-trave (Porta dei cereali)                               |
| S22/ST22 | Guānmén (關門)     | Gwanmun (관문)        | Porta chiusa (Porta del passaggio)                            |
| S23/ST23 | Tàiyǐ (太乙)       | Taeeul (태을)         | Estrema unità (Secondo tronco celeste)                        |
| S24/ST24 | Huáròumén (滑肉門) | Hwaryungmun (활육문)  | Porta della carne sdrucciolevole (Porta del cibo trasformato) |
| S25/ST25 | Tiānshū (天樞)     | Cheonchu (천추)       | Cerniera celeste                                              |
| S26/ST26 | Wàilíng (外陵)     | Woereung (외릉)       | Collina esterna                                               |
| S27/ST27 | Dàjù (大巨)        | Daegeo (대거)         | Grande colosso                                                |
| S28/ST28 | Shuǐdào (水道)     | Sudo (수도)           | Corso d'acqua                                                 |
| S29/ST29 | Guīlái (歸來/归来) | Gwirae (귀래)         | Ritorno (regolare)                                            |
| S30/ST30 | Qìchōng (氣沖)     | Gichung (기충)        | Assalto dell'energia                                          |
| S31/ST31 | Bìguān (髀關)      | Bigwan (비관)         | Barriera del femore                                           |
| S32/ST32 | Fútù (伏兔)        | Bokto (복토)          | Coniglio accucciato (del piede)                               |
| S33/ST33 | Yīnshì (阴市)      | Eumsi (음시)          | Mercato dello Yin                                             |
| S34/ST34 | Liángqīu (梁丘)    | Yanggu (양구)         | Splendida collina                                             |
| S35/ST35 | Dúbí (犊鼻)        | Dokbi (독비)          | Naso del vitello                                              |
| S36/ST36 | Zúsānlǐ (足三里)   | [Jok]samni ([족]삼리) | Tre distanze (del basso)                                      |
| S37/ST37 | Shàngjùxū (上巨虛) | Sanggeoheo (상거허)   | Grande vuoto superiore (dell'alto)                            |
| S38/ST38 | Tiáokǒu (條口)     | Jogu (조구)           | Apertura stretta                                              |
| S39/ST39 | Xiàjùxū (下巨虛)   | Hageoheo (하거허)     | Grande vuoto interiore                                        |
| S40/ST40 | Fēnglóng (豐隆)    | Pungnyung (풍륭)      | Abbondanza e prosperità                                       |
| S41/ST41 | Jiěxī (解谿)       | Haegye (해계)         | Ruscello che si allarga                                       |
| S42/ST42 | Chōngyáng (沖陽)   | Chungyang (충양)      | Assalto dello Yang                                            |
| S43/ST43 | Xiàngǔ (陷谷)      | Hamgok (함곡)         | Valle profonda                                                |
| S44/ST44 | Nèitíng (内庭)     | Naejeong (내정)       | Cortile interno                                               |
| S45/ST45 | Lìduì (厲兌)       | Yetae (예태)          | Scambio rigoroso                                              |

### Meridiano della milza-pancreas
| Punto        | Nome                 | Coreano                | Italiano                                                  |
| ------------ | -------------------- | ---------------------- | --------------------------------------------------------- |
| M1/P1/SP1    | Yǐnbái (隱白)        | Eunbaek (은백)         | Bianco nascosto                                           |
| M2/P2/SP2    | Dàdū (大都)          | Daedo (대도)           | Grande città                                              |
| M3/P3/SP3    | Taìbái (太白)        | Taebaek (태백)         | Grande bianco                                             |
| M4/P4/SP4    | Gōngsūn (公孫)       | Gongson (공손)         | Nonno e nipote                                            |
| M5/P5/SP5    | Shāngqiū (商丘)      | Sanggu (상구)          | Collina d'oro (Collina del mercante)                      |
| M6/P6/SP6    | Sānyīnjiāo (三陰交)  | Sameumgyo (삼음교)     | Riunione dei tre Yin                                      |
| M7/P7/SP7    | Loùgǔ (漏谷)         | Rugok (루곡)           | Trasudamento della vallata (Fuga dalla valle)             |
| M8/P8/SP8    | Dìjī (地機)          | Jigi (지기)            | Perno della terra                                         |
| M9/P9/SP9    | Yīnlíngqúan (陰陵泉) | Eumneungcheon (음릉천) | Sorgente della collina degli Yin                          |
| M10/P10/SP10 | Xuèhǎi (血海)        | Hyeolhae (혈해)        | Mare del sangue                                           |
| M11/P11/SP11 | Jīmén (箕門)         | Gimun (기문)           | Buco del setaccio                                         |
| M12/P12/SP12 | Chōngmén (沖門)      | Chungmun (충문)        | Porta d'assalto                                           |
| M13/P13/SP13 | Fǔshè (府舍)         | Busa (부사)            | Alloggia dei visceri (Residenza ufficiale)                |
| M14/P14/SP14 | Fùjié (腹結)         | Bokgyeol (복결)        | Nodo del ventre (Ristagno nell'addome)                    |
| M15/P15/SP15 | Dàhéng (大横)        | Daehoeng (대횡)        | Grande incrocio                                           |
| M16/P16/SP16 | Fùāi (腹哀)          | Bogae (복애)           | Lamento del ventre (Dolore addominale)                    |
| M17/P17/SP17 | Shídòu (食竇)        | Sikdu (식두)           | Cavità del cibo                                           |
| M18/P18/SP18 | Tiānxī (天谿)        | Cheongye (천계)        | Valle del cielo                                           |
| M19/P19/SP19 | Xiōngxiāng (胸鄉)    | Hyunghyang (흉향)      | Regione del petto                                         |
| M20/P20/SP20 | Zhōuróng (周榮)      | Juyeong (주영)         | Circonferenza fiorente (Circuito del nutrimento)          |
| M21/P21/SP21 | Dàbāo (大包)         | Daepo (대포)           | Grande involucro (Grande protezione o Grande connessione) |

### Meridiano del cuore
| Punto  | Nome             | Coreano             | Italiano                                 |
| ------ | ---------------- | ------------------- | ---------------------------------------- |
| C1/HT1 | Jíquán (極泉)    | Geukcheon (극천)    | Fonte suprema                            |
| C2/HT2 | Qīnglíng (青靈)  | Cheongnyeong (청령) | Spirito verde (Origine spirituale)       |
| C3/HT3 | Shàohǎi (少海)   | Sohae (소해)        | Piccolo mare (Mare di Shao Yin)          |
| C4/HT4 | Língdào (靈道)   | Yeongdo (영도)      | Via dello spirito                        |
| C5/HT5 | Tōnglǐ (通里)    | Tongni (통리)       | Comunicazione con l'interno              |
| C6/HT6 | Yīnxī (陰郄)     | Eumgeuk (음극)      | Locale degli Yin (Scarsità dello Yin)    |
| C7/HT7 | Shénmén (神門)   | Sinmun (신문)       | Porta della coscienza (Porta dello Shen) |
| C8/HT8 | Shàofǔ (少府)    | Sobu (소부)         | Piccola residenza (Palazzo di Shao Yin)  |
| C9/HT9 | Shàochōng (少沖) | Sochung (소충)      | Piccolo impeto (Assalto di Shao Yin)     |

### Meridiano dell'intestino tenue
| Punto     | Nome                  | Coreano              | Italiano                                                 |
| --------- | --------------------- | -------------------- | -------------------------------------------------------- |
| IT1/SI1   | Shàozé (少澤)         | Sotaek (소택)        | Piccola palude                                           |
| IT2/SI2   | Qiángǔ (前谷)         | Jeongok (전곡)       | Valle anteriore                                          |
| IT3/SI3   | Hòuxī (後谿)          | Hugye (후계)         | Valle posteriore (Corrente posteriore)                   |
| IT4/SI4   | Wàngǔ (腕骨)          | Wangol (완골)        | Osso del polso (Osso cavo)                               |
| IT5/SI5   | Yánggǔ (陽谷)         | Yanggok (양곡)       | Valle dello Yang                                         |
| IT6/SI6   | Yǎnglǎo (養老)        | Yangno (양노)        | Nutrimento dell'anziano                                  |
| IT7/SI7   | Zhīzhèng (支正)       | Jijeong (지정)       | Ramo che porta al meridiano del cuore (Ramo del comando) |
| IT8/SI8   | Xiǎohǎi (小海)        | Sohae (소해)         | Piccolo mare (Mare del piccolo intestino)                |
| IT9/SI9   | Jiānzhēn (肩貞)       | Gyeonjeong (견정)    | Spalla dritta (Verticale della spalla)                   |
| IT10/SI10 | Nāoshū (臑俞)         | Noyu[su] (노유[수])  | Punto Shu dell'omero                                     |
| IT11/SI11 | Tiānzōng (天宗)       | Cheonjong (천종)     | Principio celeste                                        |
| IT12/SI12 | Bǐngfēng (秉風)       | Byeongpung (병풍)    | Controllo del vento (Guardiano del vento)                |
| IT13/SI13 | Qūyuán (曲垣)         | Gogwon (곡원)        | Muro curvo                                               |
| IT14/SI14 | Jiānwàishū (肩外俞)   | Gyeonoeyu (견외유)   | Punto Shu del lato esterno della spalla                  |
| IT15/SI15 | Jiānzhōngshū (肩中俞) | Gyeonjungyu (견중유) | Punto Shu della parte centrale della spalla              |
| IT16/SI16 | Tiānchuāng (天窗)     | Cheonchang (천창)    | Finestra celestre                                        |
| IT17/SI17 | Tiānróng (天容)       | Cheonyong (천용)     | Apparizione celeste (Apertura celeste)                   |
| IT18/SI18 | Quánliáo (顴髎)       | Gwallyo (관료)       | Osso dello zigomo (Forame dello zigomo)                  |
| IT19/SI19 | Tīnggōng (聽宮)       | Cheonggung (청궁)    | Palazzo dell'udito                                       |

### Meridiano della vescica
| Punto    | Nome                  | Coreano                  | Italiano                                                       |
| -------- | --------------------- | ------------------------ | -------------------------------------------------------------- |
| V1/BL1   | Jīngmíng (睛明)       | Jeongmyeong (정명)       | Pupilla splendente (Splendore degli occhi)                     |
| V2/BL2   | Cuánzhú (攢竹)        | Chanjuk (찬죽)           | Bambù riunito                                                  |
| V3/BL3   | Méichōng (眉衝)       | Michung (미충)           | Mezzo del sopracciglio                                         |
| V4/BL4   | Qǔchā (曲差)          | Gokcha (곡차)            | Curva diversa                                                  |
| V5/BL5   | Wǔchǔ (五處)          | Ocheo (오처)             | Cinque regioni                                                 |
| V6/BL6   | Chéngguāng (承光)     | Seunggwang (승광)        | Eredità luminosa (Riceve la luce)                              |
| V7/BL7   | Tōngtiān (通天)       | Tongcheon (통천)         | Comunicazione con il cielo                                     |
| V8/BL8   | Luòquè (絡卻)         | Ranggak (락각)           | Fine dei capillari (Arretramento dei luo)                      |
| V9/BL9   | Yùzhěn (玉枕)         | Okchim (옥침)            | Cuscino di giada                                               |
| V10/BL10 | Tiānzhù (天柱)        | Cheonju (천주)           | Colonna celeste                                                |
| V11/BL11 | Dàzhù (大杼)          | Daejeo (대저)            | Grande spola                                                   |
| V12/BL12 | Fēngmén (風門)        | Pungmun (풍문)           | Porta del vento                                                |
| V13/BL13 | Fèishū (肺俞)         | Pyeyu (폐유)             | Punto Shu (del dorso) del polmone                              |
| V14/BL14 | Juéyīnshū (厥陰俞)    | Gworeumyu (궐음유)       | Punto Shu (del dorso) dello Jueyin                             |
| V15/BL15 | Xīnshū (心俞)         | Simyu (심유)             | Punto Shu (del dorso) del cuore                                |
| V16/BL16 | Dūshū (督俞)          | Dogyu (독유)             | Punto Shu (del dorso) del Dumai                                |
| V17/BL17 | Géshū (膈俞)          | Gyeogyu (격유)           | Punto Shu (del dorso) del diaframma                            |
| V18/BL18 | Gānshū (肝俞)         | Ganyu (간유)             | Punto Shu (del dorso) del fegato                               |
| V19/BL19 | Dǎnshū (膽俞)         | Damyu (담유)             | Punto Shu (del dorso) della vescicola biliare                  |
| V20/BL20 | Píshū (脾俞)          | Biyu (비유)              | Punto Shu (del dorso) della milza                              |
| V21/BL21 | Wèishū (胃俞)         | Wiyu (위유)              | Punto Shu (del dorso) dello stomaco                            |
| V22/BL22 | Sānjiāoshū (三焦俞)   | Samchoyu (삼초유)        | Punto Shu (del dorso) del triplice riscaldatore                |
| V23/BL23 | Shènshū (腎俞)        | Sinyu (신유)             | Punto Shu (del dorso) del rene                                 |
| V24/BL24 | Qìhǎishū (氣海俞)     | Gihaeyu (기해유)         | Punto Shu (del dorso) del mare del Qi                          |
| V25/BL25 | Dàchángshū (大腸俞)   | Daejangyu (대장유)       | Punto Shu (del dorso) del grosso intestino                     |
| V26/BL26 | Guānyuánshū (關元俞)  | Gwanwonyu (관원유)       | Punto Shu (del dorso) del cancello della vitalità              |
| V27/BL27 | Xiǎochángshū (小腸俞) | Sojangyu (소장유)        | Punto Shu (del dorso) dell'intestino tenue                     |
| V28/BL28 | Pángguāngshū (膀胱俞) | Banggwangyu (방광유)     | Punto Shu (del dorso) della vescica                            |
| V29/BL29 | Zhōnglǚshū (中膂俞)   | Jungnyeonaeyu (중려내유) | Punto Shu della regione sacrale                                |
| V30/BL30 | Báihuánshū (白環俞)   | Baekhwanyu (백환유)      | Punto Shu dell'anello bianco                                   |
| V31/BL31 | Shàngliáo (上髎)      | Sangnyo (상료)           | Osso superiore (Forame superiore)                              |
| V32/BL32 | Cìliáo (次髎)         | Charyo (차료)            | Secondo osso (Secondo forame)                                  |
| V33/BL33 | Zhōngliáo (中髎)      | Jungnyo (중료)           | Osso del mezzo (Forame centrale)                               |
| V34/BL34 | Xiàliáo (下髎)        | Haryo (하료)             | Osso inferiore (Forame inferiore)                              |
| V35/BL35 | Huìyáng (會陽)        | Hoeyang (회양)           | Riunione dello Yang                                            |
| V36/BL36 | Chéngfú (承扶)        | Seungbu (승부)           | Ricevere e sostenere (Sostenere e appoggiarsi)                 |
| V37/BL37 | Yīnmén (殷門)         | Eunmun (은문)            | Porta della prosperità                                         |
| V38/BL38 | Fúxī (浮郄)           | Bugeuk (부극)            | Punto fluttuante (Scorrere in una fessura)                     |
| V39/BL39 | Wěiyáng (委陽)        | Wiyang (위양)            | Sostegno dello Yang (Fine dello Yang)                          |
| V40/BL40 | Wěizhōng (委中)       | Wijung (위중)            | Sostegno del centro (Fine del centro)                          |
| V41/BL41 | Fùfēn (附分)          | Bubun (부분)             | Al lato della carne (Ramo aggiunto)                            |
| V42/BL42 | Pòhù (魄戶)           | Baekho (백호)            | Rifugio dell'anima (Porta del po)                              |
| V43/BL43 | Gāohuāngshū (膏肓俞)  | Gohwang[yu] (고황[유])   | Punto Shu dei centri vitali                                    |
| V44/BL44 | Shéntáng (神堂)       | Sindang (신당)           | Palazzo della provvidenza (Sala dello Shen)                    |
| V45/BL45 | Yìxǐ (譩譆)           | Uihoe (의회)             | Ahimè! (Suono sospirante)                                      |
| V46/BL46 | Géguān (膈關)         | Gyeokgwan (격관)         | Barriera del diaframma                                         |
| V47/BL47 | Húnmén (魂門)         | Honmun (혼문)            | Porta dell'anima (Porta dello Hun)                             |
| V48/BL48 | Yánggāng (陽綱)       | Yanggang (양강)          | Compendio dello Yang (Convoglio dello Yang)                    |
| V49/BL49 | Yìshě (意舍)          | Uisa (의사)              | Casa delle idee (Casa dello Yi)                                |
| V50/BL50 | Wèicāng (胃倉)        | Wichang (위창)           | Granaio dello stomaco                                          |
| V51/BL51 | Huāngmén (肓門)       | Hwangmun (황문)          | Porta dei centri vitali (Porta dello Huang)                    |
| V52/BL52 | Zhìshì (志室)         | Jisil (지실)             | Casa della volontà (Stanza dello Zhi)                          |
| V53/BL53 | Bāohuāng (胞肓)       | Pohwang (포황)           | Centri vitali della vescica (Regione della pelvi e dell'utero) |
| V54/BL54 | Zhìbiān (秩邊)        | Jilbyeon (질변)          | Margine inferiore (Limite della serie)                         |
| V55/BL55 | Héyáng (合陽)         | Hapyang (합양)           | Unione degli Yang                                              |
| V56/BL56 | Chéngjīn (承筋)       | Seunggeun (승근)         | Sostegno muscolare                                             |
| V57/BL57 | Chéngshān (承山)      | Seungsan (승산)          | Sostegno della montagna                                        |
| V58/BL58 | Fēiyáng (飛陽)        | Biyang (비양)            | Volo verso l'alto (Yang volante)                               |
| V59/BL59 | Fūyáng (跗陽)         | Buyang (부양)            | Yang del tarso (Yang aggiunto)                                 |
| V60/BL60 | Kūnlún (昆侖)         | Gollyun (곤륜)           | Monte Kunlun                                                   |
| V61/BL61 | Púcān (僕參)          | Bokcham (복참)           | Tre domestici (Servitore ossequioso)                           |
| V62/BL62 | Shēnmài (申脈)        | Sinmaek (신맥)           | Ora Shen                                                       |
| V63/BL63 | Jīnmén (金門)         | Geummun (금문)           | Porta d'oro                                                    |
| V64/BL64 | Jīnggǔ (京骨)         | Gyeonggol (경골)         | Osso capitale                                                  |
| V65/BL65 | Shùgǔ (束骨)          | Sokgol (속골)            | Osso legato                                                    |
| V66/BL66 | Zútōnggǔ (足通谷)     | [Jok]tonggok ([족]통곡)  | Valle di passaggio                                             |
| V67/BL67 | Zhìyīn (至陰)         | Jieum (지음)             | Raggiungimento dello Yin (Arrivo allo Yin)                     |

### Meridiano del rene
| Punto    | Nome              | Coreano          | Italiano                                                      |
| -------- | ----------------- | ---------------- | ------------------------------------------------------------- |
| R1/KI1   | Yǒngquán (涌泉)   | Yongcheon (용천) | Fonte zampillante                                             |
| R2/KI2   | Rángǔ (然谷)      | Yeongok (연곡)   | Valle splendente (Valle giusta)                               |
| R3/KI3   | Taìxī (太谿)      | Taegye (태계)    | Ruscello maggiore (Grande corrente)                           |
| R4/KI4   | Dàzhōng (大鐘)    | Daejong (대종)   | Grande campana                                                |
| R5/KI5   | Shuǐquán (水泉)   | Sucheon (수천)   | Fonte d'acqua                                                 |
| R6/KI6   | Zhàohǎi (照海)    | Johae (조해)     | Mare luminoso                                                 |
| R7/KI7   | Fùliū (復溜)      | Bongnyu (복류)   | Corrente di ritorno                                           |
| R8/KI8   | Jiāoxìn (交信)    | Gyosin (교신)    | Incrocio con il meridiano della milza (Incrocio dei messaggi) |
| R9/KI9   | Zhúbīn (築賓)     | Chukbin (축빈)   | Edificio dell'ospite (Costruire per gli ospiti)               |
| R10/KI10 | Yīngǔ (陰谷)      | Eumgok (음곡)    | Valle dello Yin                                               |
| R11/KI11 | Hénggǔ (橫骨)     | Hoenggol (횡골)  | Osso orizzontale                                              |
| R12/KI12 | Dàhè (大赫)       | Daehyeok (대혁)  | Suprema autorità                                              |
| R13/KI13 | Qìxué (氣穴)      | Gihyeol (기혈)   | Foro del Qi (Punto del Qi)                                    |
| R14/KI14 | Sìmǎn (四滿)      | Saman (사만)     | Quattro pienezze                                              |
| R15/KI15 | Zhōngzhù (中注)   | Jungju (중주)    | Corrente centrale                                             |
| R16/KI16 | Huāngshū (肓俞)   | Hwangyu (황유)   | Punto Shu dei centri vitali                                   |
| R17/KI17 | Shāngqū (商曲)    | Sanggok (상곡)   | Mercante di canzoni (Mercante disonesto)                      |
| R18/KI18 | Shíguān (石關)    | Seokgwan (석관)  | Barriera di pietra                                            |
| R19/KI19 | Yīndū (陰都)      | Eumdo (음도)     | Capitale degli Yin                                            |
| R20/KI20 | Fùtōnggǔ (腹通谷) | Tonggok (통곡)   | Fondo della valle (Valle di passaggio)                        |
| R21/KI21 | Yōumén (幽門)     | Yumun (유문)     | Porta silenziosa (Porta profonda)                             |
| R22/KI22 | Bùláng (步廊)     | Borang (보랑)    | Dove si passeggia (Veranda di passaggio)                      |
| R23/KI23 | Shénfēng (神封)   | Sinbong (신봉)   | Consacrazione divina (Sigillo dello Shen)                     |
| R24/KI24 | Língxū (靈墟)     | Yeongheo (영허)  | Fiera dell'anima (Fiera degli spiriti)                        |
| R25/KI25 | Shéncáng (神藏)   | Sinjang (신장)   | Rifugio divino (Rifugio dello Shen)                           |
| R26/KI26 | Yùzhōng (彧中)    | Ukjung (욱중)    | Mezzo eventuale (Prosperità del centro)                       |
| R27/KI27 | Shūfǔ (俞府)      | Yubu (유부)      | Compito del punto Shu (Punto del palazzo)                     |

### Meridiano del pericardio
| Punto   | Nome              | Coreano           | Italiano                              |
| ------- | ----------------- | ----------------- | ------------------------------------- |
| MC1/PC1 | Tiānchí (天池)    | Cheonji (천지)    | Stagno celeste                        |
| MC2/PC2 | Tiānquán (天泉)   | Cheoncheon (천천) | Sorgente celeste                      |
| MC3/PC3 | Qūzé (曲澤)       | Goktaek (곡택)    | Curva della palude                    |
| MC4/PC4 | Xīmén (郄門)      | Geungmun (극문)   | Porta della fenditura (Porta chiusa)  |
| MC5/PC5 | Jiānshǐ (間使)    | Gansa (간사)      | Intermediario (Spazio del messaggero) |
| MC6/PC6 | Nèiguān (內關)    | Naegwan (내관)    | Barriera interna                      |
| MC7/PC7 | Dàlíng (大陵)     | Daereung (대릉)   | Grande collina                        |
| MC8/PC8 | Láogōng (勞宮)    | Nogung (노궁)     | Palazzo del lavoro                    |
| MC9/PC9 | Zhōngchōng (中衝) | Jungchung (중충)  | Mezzo d'assalto (Assalto centrale)    |

### Meridiano del triplo riscaldatore
| Punto     | Nome                  | Coreano                  | Italiano                                             |
| --------- | --------------------- | ------------------------ | ---------------------------------------------------- |
| TR1/TE1   | Guānchōng (關衝)      | Gwanchung (관충)         | Assalto della barriera (Barriera dell'assalto)       |
| TR2/TE2   | Yèmén (液門)          | Aengmun (액문)           | Porta dei liquidi                                    |
| TR3/TE3   | Zhōngzhǔ (中渚)       | Jungjeo (중저)           | Isolotto centrale (Versare nel centro)               |
| TR4/TE4   | Yángchí (陽池)        | Yangji (양지)            | Stagno dello Yang                                    |
| TR5/TE5   | Wàiguān (外關)        | Oegwan (외관)            | Barriera esterna                                     |
| TR6/TE6   | Zhīgōu (支溝)         | Jigu (지구)              | Ramificazione del fossato (Canale che devia)         |
| TR7/TE7   | Huìzōng (會宗)        | Huijong (회종)           | Meridiani convergenti (Riunione degli antenati)      |
| TR8/TE8   | Sānyángluò (三陽絡)   | Samyangnak (삼양락)      | Punto di incontro dei tre Yang                       |
| TR9/TE9   | Sìdú (四瀆)           | Sadok (사독)             | Quattro fiumi                                        |
| TR10/TE10 | Tiānjǐng (天井)       | Cheonjeong (천정)        | Pozzo celeste                                        |
| TR11/TE11 | Qīnglěngyuān (清冷淵) | Cheongnaengyeon (청랭연) | Limpidezza fredda dell'abisso (Abisso puro e fresco) |
| TR12/TE12 | Xiāoluò (消濼)        | Sorak (소락)             | Scomparire dissolvendosi (Fiume scomparso)           |
| TR13/TE13 | Nàohuì (臑會)         | Noehui (뇌회)            | Riunione del braccio (Capitale della scapola)        |
| TR14/TE14 | Jiānliáo (肩髎)       | Gyeollyo (견료)          | Osso della spalla (Forame della spalla)              |
| TR15/TE15 | Tiānliáo (天髎)       | Cheollyo (천료)          | Osso celeste (Forame celeste)                        |
| TR16/TE16 | Tiānyǒu (天牖)        | Cheonyong (천용)         | Finestra celeste                                     |
| TR17/TE17 | Yìfēng (翳風)         | Yepung (예풍)            | Riparo dal vento (Opacità da vento)                  |
| TR18/TE18 | Qìmài (契脈)          | Gyemaek (계맥)           | Alimentazione dei meridiani (Vaso delle convulsioni) |
| TR19/TE19 | Lúxī (顱息)           | Nosik (노식)             | Respirazione della testa (Soffio del cranio)         |
| TR20/TE20 | Jiǎosūn (角孫)        | Gakson (각손)            | Angolo dell'orecchio (Angolo del collaterale)        |
| TR21/TE21 | Ěrmén (耳門)          | Imun (이문)              | Porta dell'orecchio                                  |
| TR22/TE22 | Ěrhéliáo (耳和髎)     | Hwaryo (화료)            | Osso dell'armonia (Forame dell'armonia)              |
| TR23/TE23 | Sīzhúkōng (絲竹空)    | Sajukgong (사죽공)       | Foro del bambù                                       |

### Meridiano della cistifellea
| Punto     | Nome                  | Coreano                           | Italiano                                                  |
| --------- | --------------------- | --------------------------------- | --------------------------------------------------------- |
| VB1/GB1   | Tóngzǐliáo (瞳子髎)   | Dongjaryo (동자료)                | Osso della pupilla (Forame della pupilla)                 |
| VB2/GB2   | Tīnghuì (聽會)        | Cheonghoe (청회)                  | Riunione dell'udito                                       |
| VB3/GB3   | Shàngguān (上關)      | Sanggwan (상관)/Gaekjuin (객주인) | Barriera superiore                                        |
| VB4/GB4   | Hànyàn (頷厭)         | Hamyeom (함염)                    | Mascella sazia (Reprimere il disgusto)                    |
| VB5/GB5   | Xuánlú (懸顱)         | Hyeollo (현로)                    | Testa sospesa                                             |
| VB6/GB6   | Xuánlí (懸厘)         | Hyeolli (현리)                    | Bilancia sospesa (Distanza di un li)                      |
| VB7/GB7   | Qūbìn (曲鬢)          | Gokbin (곡빈)                     | Curva dei favoriti (Curva della tempia)                   |
| VB8/GB8   | Shuàigǔ (率谷)        | Solgok (솔곡)                     | Condottiero della valle                                   |
| VB9/GB9   | Tiānchōng (天沖)      | Cheonchung (천충)                 | Assalto del cielo                                         |
| VB10/GB10 | Fúbái (浮白)          | Bubaek (부백)                     | Bianco fluttuante (Bianco superficiale)                   |
| VB11/GB11 | Tóuqiàoyīn (頭竅陰)   | [Du]gyueum ([두]규음)             | Cavità Yin (Apertura dello Yin)                           |
| VB12/GB12 | Wángǔ (完骨)          | Wangol (완골)                     | Osso dell'orecchio (Osso cavo)                            |
| VB13/GB13 | Běnshén (本神)        | Bonsin (본신)                     | Provvidenza fondamentale (Radice dello shen)              |
| VB14/GB14 | Yángbái (陽白)        | Yangbaek (양백)                   | Yang bianco                                               |
| VB15/GB15 | Tóulínqì (頭臨泣)     | [Du]imeup ([두]임읍)              | Piegarsi per piangere                                     |
| VB16/GB16 | Mùchuāng (目窗)       | Mokchang (목창)                   | Finestra degli occhi                                      |
| VB17/GB17 | Zhèngyíng (正營)      | Jyeongyeong (정영)                | Yong normale (Gestire correttamente)                      |
| VB18/GB18 | Chénglíng (承靈)      | Seungnyeong (승령)                | Contenere l'anima (Sostenere lo spirito)                  |
| VB19/GB19 | Nǎokōng (腦空)        | Noegong (뇌공)                    | Cervello vuoto (Cavità del cervello)                      |
| VB20/GB20 | Fēngchí (風池)        | Pungji (풍지)                     | Stagno del vento                                          |
| VB21/GB21 | Jīanjǐng (肩井)       | Gyeonjeong (견정)                 | Pozzo della spalla                                        |
| VB22/GB22 | Yuānyè (淵腋)         | Yeonaek (연액)                    | Abisso liquido (Profondità dell'ascella)                  |
| VB23/GB23 | Zhéjīn (輒筋)         | Cheopgeun (첩근)                  | Muscolo stabile (Muscolo laterale)                        |
| VB24/GB24 | Rìyuè (日月)          | Ilwol (일월)                      | Sole e luna                                               |
| VB25/GB25 | Jīngmén (京門)        | Gyeongmun (경문)                  | Porta principale                                          |
| VB26/GB26 | Dàimài (帶脈)         | Daemaek (대맥)                    | Dàimài                                                    |
| VB27/GB27 | Wǔshū (五樞)          | Ochu (오추)                       | Cinque cerniere                                           |
| VB28/GB28 | Wéidào (維道)         | Yudo (유도)                       | Via di collegamento (Mantenere la strada)                 |
| VB29/GB29 | Jūliáo (居髎)         | Georyo (거료)                     | Osso dell'abitazione (Grande punto della coscia)          |
| VB30/GB30 | Huántiào (環跳)       | Hwando (환도)                     | Salto dell'anello                                         |
| VB31/GB31 | Fēngshì (風市)        | Pungsi (풍시)                     | Mercato del vento                                         |
| VB32/GB32 | Zhōngdú (中瀆)        | Jungdok (중독)                    | Canaletto mediano (Capitale centrale della coscia)        |
| VB33/GB33 | Xīyángguān (膝陽關)   | [Seul]yanggwan ([슬]양관)         | Barriera dello Yang del ginocchio                         |
| VB34/GB34 | Yánglíngquán (陽陵泉) | Yangneungcheon (양릉천)           | Sorgente della collina Yang                               |
| VB35/GB35 | Yángjiāo (陽交)       | Yanggyo (양교)                    | Incrocio dello Yang                                       |
| VB36/GB36 | Wàiqiū (外丘)         | Oegu (외구)                       | Collina esterna                                           |
| VB37/GB37 | Guāngmíng (光明)      | Gwangmyeong (광명)                | Luce splendente                                           |
| VB38/GB38 | Yángfǔ (陽輔)         | Yangbo (양보)                     | Aiuto dello Yang (Yang accessorio)                        |
| VB39/GB39 | Xuánzhōng (懸鐘)      | Hyeonjong (현종)/Jeongol (절골)   | Campana sospesa                                           |
| VB40/GB40 | Qiūxū (丘墟)          | Guheo (구허)                      | Piccola collina (Rovine sulla collina)                    |
| VB41/GB41 | Zúlínqì (足臨泣)      | [Jok]imeup ([족]임읍)             | Si piega per piangere (Lacrime che gocciolano dal piede)  |
| VB42/GB42 | Dìwǔhuì (地五會)      | Jiohoe (지오회)                   | Cinque riunioni della Terra (Riunione delle cinque terre) |
| VB43/GB43 | Xiáxī (俠谿)          | Hyeopgye (협계)                   | Ruscello giusto                                           |
| VB44/GB44 | Zúqiàoyīn (足竅陰)    | [Jok]gyueum ([족]규음)            | Orifizio dello Yin                                        |

### Meridiano del fegato
| Punto    | Nome             | Coreano             | Italiano                                               |
| -------- | ---------------- | ------------------- | ------------------------------------------------------ |
| F1/LV1   | Dàdūn (大敦)     | Daedon (대돈)       | Grande monticello (Grande onestà)                      |
| F2/LV2   | Xíngjiān (行間)  | Haenggan (행간)     | Intervallo attivo                                      |
| F3/LV3   | Taìchōng (太沖)  | Taechung (태충)     | Grande assalto                                         |
| F4/LV4   | Zhōngfēng (中封) | Jungbong (중봉)     | Sigillo centrale                                       |
| F5/LV5   | Lǐgōu (蠡溝)     | Yeogu (여구)        | Sentiero dei vermi del legno (Canale delle conchiglie) |
| F6/LV6   | Zhōngdū (中都)   | Jungdo (중도)       | Capitale centrale (Fossa centrale del piede)           |
| F7/LV7   | Xīguān (膝關)    | Seulgwan (슬관)     | Barriera del ginocchio                                 |
| F8/LV8   | Qūquán (曲泉)    | Gokcheon (곡천)     | Sorgente tortuosa (Fontana della curva)                |
| F9/LV9   | Yīnbāo (陰包)    | Eumbo (음보)        | Involucro degli Yin (Protezione dello Yin)             |
| F10/LV10 | Zúwǔli (足五里)  | [Jog]ori ([족]오리) | Cinque distanze del piede                              |
| F11/LV11 | Yīnlián (陰廉)   | Eumyeom (음염)      | Il posto degli Yin (Yin irreprensibile)                |
| F12/LV12 | Jímài (急脈)     | Geummaek (금맥)     | Polso rapido                                           |
| F13/LV13 | Zhāngmén (章門)  | Jangmun (장문)      | Porta del rifugio (Porta del sigillo)                  |
| F14/LV14 | Qímén (期門)     | Gimun (기문)        | Porta periodica (Porta della scadenza)                 |

## Meridiani straordinari
1. Vaso governatore (督脈T, 督脉S, dūmàiP) (VG/DU)
2. Vaso concezione (任脈T, 任脉S, rénmàiP) (VC/REN)
3. Vaso d'incrocio (衝脈T, 冲脉S, chòngmàiP)
4. Vaso cintura (帶脈T, 带脉S, dàimàiP)
5. Vaso yin del calcagno (陰蹺脈T, 陰跷脉S, yīnqiāomàiP)
6. Vaso yang del calcagno (陽蹺脈T, 陽跷脉S, yángqiāomàiP)
7. Vaso di unione yin (陰維脈T, 陰维脉S, yīnwéimàiP)
8. Vaso di unione yang (陽維脈T, 陽维脉S, yángwéimàiP)

### Vaso governatore
| Punto     | Nome                         | Coreano                 | Italiano                                                      |
| --------- | ---------------------------- | ----------------------- | ------------------------------------------------------------- |
| VG1/DU1   | Chángqiáng (長強)            | Janggang (장강)         | Sempre forte (Grande potenza)                                 |
| VG2/DU2   | Yāoshū (腰俞)                | Yoyu (요유)             | Punto Shu della parte inferiore della schiena                 |
| VG3/DU3   | Yāoyángguān (腰陽關)         | [Yo]yanggwan ([요]양관) | Barriera dello Yang lombare                                   |
| VG4/DU4   | Mìngmén (命門)               | Myeongmun (명문)        | Porta della vita                                              |
| VG5/DU5   | Xuánshū (懸樞)               | Hyeonchu (현추)         | Cerniera sospesa                                              |
| VG6/DU6   | Jìzhōng (脊中)               | Cheokjung (척중)        | Vertebra centrale del dorso (Centro della colonna vertebrale) |
| VG7/DU7   | Zhōngshū (中樞)              | Jungchu (중추)          | Perno centrale                                                |
| VG8/DU8   | Jīnsuō (筋縮)                | Geunchuk (근축)         | Spasmo del tendine (Contrattura muscolare)                    |
| VG9/DU9   | Zhìyáng (至陽)               | Jiyang (지양)           | Arrivo dello Yang                                             |
| VG10/DU10 | Língtái (霊台)               | Yeongdae (영대)         | Monumento dell'anima (Terrazza dello spirito)                 |
| VG11/DU11 | Shéndào (神道)               | Sindo (신도)            | Via divina (Via dello Shen)                                   |
| VG12/DU12 | Shēnzhù (身柱)               | Sinju (신주)            | Colonna del corpo                                             |
| VG13/DU13 | Táodào (陶道)                | Dodo (도도)             | Via dei vasai (Strada della soddisfazione)                    |
| VG14/DU14 | Dàzhuī (大椎)                | Daechu (대추)           | Grande vertebra                                               |
| VG15/DU15 | Yǎmén (瘂門 o 唖門)          | Amun (아문)             | Porta del mutismo                                             |
| VG16/DU16 | Fēngfǔ (風府)                | Pungbu (풍부)           | Palazzo del vento                                             |
| VG17/DU17 | Nǎohù (腦戶)                 | Noeho (뇌호)            | Finestra del cervello                                         |
| VG18/DU18 | Qiángjiān (強間)             | Ganggan (강간)          | Luogo della robustezza (Fessura robusta)                      |
| VG19/DU19 | Hòudǐng (後頂)               | Hujeong (후정)          | Dietro la sommità                                             |
| VG20/DU20 | Bǎihuì (百會)                | Baekhoe (백회)          | Cento riunioni                                                |
| VG21/DU21 | Qiándǐng (前頂)              | Jeonjeong (전정)        | Davanti alla sommità                                          |
| VG22/DU22 | Xìnhuì (囟會)                | Sinhoe (신회)           | Riunione del frontale (Fontanella del bregma)                 |
| VG23/DU23 | Shàngxīng (上星)             | Sangseong (상성)        | Stella superiore                                              |
| VG24/DU24 | Shéntíng (神庭)              | Sinjeong (신정)         | Tempio della provvidenza (Tribunale dello Shen)               |
| VG25/DU25 | Sùliáo (素髎)                | Soryo (소료)            | Punto semplice                                                |
| VG26/DU26 | Rénzhōng/Shuǐgōu (人中/水溝) | Injung/Sugu (인중/수구) | Centro dell'uomo                                              |
| VG27/DU27 | Duìduān (兌端)               | Taedan (태단)           | Estremità del solco labiale                                   |
| VG28/DU28 | Yínjiāo (齦交)               | Eungyo (은교)           | Incrocio delle gengive (Riunione dello Yin della bocca)       |

### Vaso concezione
| Punto      | Nome                        | Coreano          | Italiano                                         |
| ---------- | --------------------------- | ---------------- | ------------------------------------------------ |
| VC1/REN1   | Huìyīn (會陰)               | Hoeeum (회음)    | Riunione degli Yin                               |
| VC2/REN2   | Qūgǔ (曲骨)                 | Gokgol (곡골)    | Osso curvo (Osso del pube)                       |
| VC3/REN3   | Zhōngjí (中極)              | Junggeuk (중극)  | Estremità meridiana (Polo centrale)              |
| VC4/REN4   | Guānyuán (關元)             | Gwanwon (관원)   | Barriera dell'essenza vitale                     |
| VC5/REN5   | Shímén (石門)               | Seongmun (석문)  | Porta di pietra                                  |
| VC6/REN6   | Qìhǎi (氣海)                | Gihae (기해)     | Mare del Qi                                      |
| VC7/REN7   | Yīnjiāo (陰交)              | Eumgyo (음교)    | Riunione dello Yin (dell'addome)                 |
| VC8/REN8   | Shénquè (神闕)              | Singwol (신궐)   | Palazzo della provvidenza (Torre dello Shen)     |
| VC9/REN9   | Shuǐfēn (水分)              | Subun (수분)     | Ripartizione dell'acqua                          |
| VC10/REN10 | Xiàwǎn o Xiàguǎn (下脘)     | Hawan (하완)     | Epigastrio inferiore                             |
| VC11/REN11 | Jiànlǐ (建里)               | Geolli (건리)    | Costruzione del luogo (Costruzione dell'interno) |
| VC12/REN12 | Zhōngwǎn o Zhōngguǎn (中脘) | Jungwan (중완)   | Epigastrio centrale                              |
| VC13/REN13 | Shàngwǎn o Shàngguǎn (上脘) | Sangwan (상완)   | Epigastrio superiore                             |
| VC14/REN14 | Jùquè (巨闕)                | Geogwol (거궐)   | Grande palazzo (Grande torre)                    |
| VC15/REN15 | Jiūwěi (鳩尾)               | Gumi (구미)      | Coda di piccione                                 |
| VC16/REN16 | Zhōngtíng (中庭)            | Jungjeong (중정) | Riscaldatore centrale (Cortile centrale)         |
| VC17/REN17 | Shānzhōng (膻中)            | Danjung (단중)   | Centro del petto                                 |
| VC18/REN18 | Yùtáng (玉堂)               | Okdang (옥당)    | Palazzo di giada                                 |
| VC19/REN19 | Zǐgōng (紫宮)               | Jagung (자궁)    | Palazzo di porpora                               |
| VC20/REN20 | Huágài (華蓋)               | Hwagae (화개)    | Corona sontuosa (Baldacchino)                    |
| VC21/REN21 | Xuánjī (璇璣)               | Seongi (선기)    | Gioiello prezioso (Sfera armillare)              |
| VC22/REN22 | Tiāntū (天突)               | Cheondol (천돌)  | Fuoriuscita celeste (Lanciarsi nel cielo)        |
| VC23/REN23 | Liánquán (廉泉)             | Yeomcheon (염천) | Fonte d'angolo                                   |
| VC24/REN24 | Chéngjiāng (承漿)           | Seungjang (승장) | Ricettacolo della saliva (Contenere i liquidi)   |

## Punti fuori meridiano
| Nome                    | Italiano                            | Posizione |
| ----------------------- | ----------------------------------- | --- |
| Sìshéncōng (四神聰)     | Riunione dei quattro dei            | Quattro punti sul vertice della testa, a 1 cun davanti, dietro e lateralmente rispetto a DU20 (Bǎihuì).                                                      |
| Yìntáng (印堂)          | Stanza dei sigilli                  | Sulla linea mediana tra le sopracciglia. |
| Tàiyáng (太陽)          | Grande Yang                         | Nella regione templare, nella depressione a circa un cun dietro il punto meridiano tra l'estremità laterale del sopracciglio e l'angolo esterno dell'occhio. |
| Bítōng (鼻通)           | Estremità del naso                  | Nel punto più alto del solco nasolabiale. |
| Jiāchéngjiāng (夹承浆)  | Osso malare                         | A circa 1 cun laterale dal punto mediano del solco mentolabiale.                                                                                             |
| Qiānzhèng (牵正)        | Punto di correzione                 | Sulla guancia, a circa 0,5 cun anteriormente al lobo dell'orecchio.                                                                                          |
| Yìmíng (翳明)           | Osservare la luce                   | Sul bordo inferiore della mastoide. |
| Ānmián (安眠)           | Suono del sonno n. 2                | |
| Zǐgōng (子宫)           | Palazzo del bambino                 | |
| Dìngchuǎn (定喘)        | Arresta l'asma                      | Sul dorso, a 0,5 cun lateralmente al margine inferiore del processo spinoso della settima vertebra cervicale.                                                |
| Huátuójiājí (华佗夹脊)  | Punti paravertebrali di Huatuo      | Punti bilaterali ai due lati della colonna vertebrale, a circa 0,5 cun dal bordo inferiore delle apofisi delle vertebre cervicali, toraciche e lombari.      |
| Shíqīchuíxià (十七椎下) | XVII vertebra                       | |
| Shíxuān (十宣)          | Dieci avvenimenti                   | Sui polpastrelli, a 0,1 cun davanti alle unghie. |
| Sìfèng (四缝)           | Quattro suture                      | Al centro dell'articolazione interfalangea prossimale di indice, medio, anulare e mignolo, nella parte del palmo della mano.                                 |
| Bāxié (八邪)            | Otto demoni                         | Sul dorso della mano quando si stringe a pugno, a 0,5 cun dal bordo delle membrane tra le dita.                                                              |
| Làozhěn (落枕)          | Collo rigido                        | Tra il secondo e il terzo metacarpo, a 0,5 cun dall'articolazione metacarpo-falangea.                                                                        |
| Yāotòng (腰痛)          | Palazzo estremo                     | Sul dorso della mano, 1 cun sotto la piega trasversa del polso, tra il secondo e il terzo metacarpo, e tra il quarto e il quinto.                            |
| Jiānnèilíng (肩内陵)    | Fortificazione interna della spalla | Tra l'estremità anteriore della piega ascellare e IC15 (Jiānyú).                                                                                             |
| Huánzhōng (环中)        | Huanzhong                           | A metà strada tra VB30 (Huántiào) e il coccige. |
| Bǎichóngwō (百虫窝)     | Focolaio microbico                  | 3 cun sopra l'angolo mediale superiore della rotula della coscia con il ginocchio flesso, 1 cun sopra M10 (Xuèhǎi).                                          |
| Xīyǎn (膝眼)            | Occhi del ginocchio                 | Nella depressione su entrambi i lati del legamento rotuleo a ginocchio flesso.                                                                               |
| Lánwěixué (阑尾穴)      | Appendice                           | 2 cun sotto S36 (Zúsānlǐ). |
| Bāfēng (八风)           | Otto venti                          | Sul dorso del piede, a 0,5 cun dal bordo delle membrane tra le dita.                                                                                         |